# Kobieta i kobieta
Kobieta i kobieta – polski film psychologiczny z 1979 roku.

## Obsada aktorska
- Halina Łabonarska – Barbara Stankiewicz-Kuczera, szefowa produkcji w zakładach odzieżowych, później naczelnik miasta Grodniki
- Anna Romantowska – Irena Lech, szefowa produkcji w zakładach odzieżowych, później ich wicedyrektor
- Witold Dębicki – Michał Kuczera, mąż Barbary, weterynarz
- Stefan Szmidt – Jerzy Domagalski, wicedyrektor zakładów odzieżowych, partner Ireny
- Jerzy Zelnik – Wojciech Mielnik, architekt miasta Grodniki
- Jerzy Kryszak – Janusz Kozłowski, zastępca Ireny
- Szymon Pawlicki – Andrzej, mąż Ireny
- Stanisław Jaroszyński – Józef Jabłoński, inżynier w zakładach odzieżowych
- Piotr Krukowski – Waldemar Sadkowski, autor projektu "Synchro"
- Danuta Kłopocka - Janka, sekretarka Barbary
- Marian Pogasz – dyrektor zakładów odzieżowych
- Andrzej Krasicki – Śledziewski, dyrektor firmy budującej dom wczasowy w Grodnikach
- Jerzy Braszka – Stefan, kierowca Ireny jako wicedyrektora zakładów
- Diana Stein – sekretarka Śledziewskiego
- Wiesława Grochowska – robotnica
- Zofia Grąziewicz – robotnica
- Eugeniusz Wałaszek – delegat zjednoczenia
- Andrzej Głoskowski – sekretarz partii w zakładach odzieżowych

## Fabuła
Po studiach Barbara i Irena pracują w zakładach odzieżowych jako szefowe produkcji. Wybucha konflikt z powodu wprowadzenia nowej technologii. Barbara próbuje łagodzić spór, ale Domagalski, autor technologii jej w tym przeszkadza. Rosnąca atmosfera niechęci wobec Barbary, zmusza ją do rezygnacji. Jej miejsce zajmuje Irena, która ujawnia oszustwo Domagalskiego, mimo że jest jego kochanką. Po latach obie kobiety znów się spotykają. Irena, dyrektorka zakładu, ma problemy z budową ośrodka wczasowego dla pracowników w mieście, gdzie naczelnikiem jest Barbara.